# Berlin (hrabstwo Green Lake)
Berlin – miasto w Stanach Zjednoczonych, w stanie Wisconsin, w hrabstwie Green Lake.